# NGC 295
NGC 295 је ознака објекта на координатама са ректансцензијом 0h 55m 5,0s и деклинацијом + 31° 31" 48'. Открио га је Ралф Копланд, 26. октобра 1872. Каснијим посматрањима на том положају није уочен никакав астрономски објекат.